# Alfred Sutro
Alfred Sutro OBE (7 de agosto de 1863 – 11 de setembro de 1933) foi um escritor, dramaturgo e tradutor inglês.

## Biografia
Sutro nasceu em Londres, Inglaterra. Era o mais jovem dos três filhos de Sigismund Sutro, um médico. O membro mais velho da família Sutro, que era de ascendência alemã e espanhola sefardita, chegou ainda jovem na Inglaterra, vindo da Alemanha, e tornou-se um cidadão britânico.
Sutro foi educado na City of London School e em Bruxelas.  Ele trabalhou como vendedor na Cidade de Londres e quando tinha vinte anos entrou em parceria com seu irmão mais velho, Leopold, trabalhando como comerciante atacadista. Em 1894 casou-se com Esther Stella,filha de Joseph Michael Isaacs, um comerciante do ramo de frutas e importador em Covent Garden. Stella Isaacs era uma pintora e insistiu para que Sutro desistisse dos negócios e ganhasse o seu sustento nas artes.
O casal Sutro viveu por um tempo em Paris; entre os amigos que fizeram naquela cidade estava Maurice Maeterlinck, com quem
Sutro estabeleceu uma longa amizade. Sutro comprometeu-se a traduzir as obras de Maeterlinck para o inglês, e foram suas versões de The Treasure of the Humble (1897), Wisdom and Destiny (1898) e The Life of the Bee (1901) que introduziram  Maeterlinck para os leitores anglófonos. Outras traduções de Sutro para as obras de Maeterlinck, algumas feitas juntamente com Alexander Teixeira de Mattos, incluíam Aglavaine and Selysette, Joyzelle, The Life of the White Ant, The Buried Temple, Monna Vanna, The Death of Tintagiles e The Magic of the Stars.
O trabalho de Sutro era principalmente como dramaturgo. Depois de muitas incertezas ele alcançou um sucesso moderado em 1895 com The Chili Widow, uma adaptação de uma obra francesa, feita em conjunto com Arthur Bourchier. Seu primeiro grande sucesso foi a comédia levemente satírica The Walls of Jericho, apresentada no Teatro Garrick, com Bourchier no papel principal. A obra foi executada 423 vezes e estabeleceu Sutro entre os principais dramaturgos ingleses.
No total, Sutro escreveu mais de vinte peças, a maioria delas sucessos populares. Entre as quais incluem  The Perfect Lover (1905), The Fascinating Mr Vanderveldt (1906), John Glayde’s Honour (1907), The Barrier (1907), The Builder of Bridges (1908), Making a Gentleman (1909), The Perplexed Husband (1911), The Fire-Screen (1912), The Two Virtues (1914), The Clever Ones (1914), The Choice (1919) e A Man with a Heart (1925).
A biógrafa de Sutro, Katherine Chubbuck, escreveu que na década de 1920 "Ele tinha sido ultrapassado por uma nova escola de dramaturgos liderados por Noël Coward". Após a má recepção de sua peça final, Living Together (1929), ele se aposentou do teatro.
Sutro também publicou um volume de contos (The Foolish Virgins, 1904), uma coleção de esboços (About Women, 1931), e um volume de memórias (Celebrities and Simple Souls, 1933).
Sutro morreu em sua residência em Witley, Surrey, após uma súbita doença, em 11 de setembro de 1933. Sua viúva morreu no ano seguinte. Eles não tiveram filhos.